# Света Неделя (Заграде)
Вижте пояснителната страница за други значения на Света Неделя.
„Света Неделя“ е късновъзрожденска манастирска църква в Заграде (Хисарлъка), днес квартал на Гърмен, България, част от Неврокопската епархия.

## История
Черквата „Света Неделя” е открита на 16 март 1903 г. от Лина и Стоян Котокови. Двамата намират там иконата на светицата. Базиликата с правоъгълна форма датира от 5 век. При разкопаването й най-забележителното в нея се оказва мозаечният под.
Той бил напълно съхранен, но за съжаление изключително ценната находка от най-ранното християнство по нашите земи е унищожена. Разкопките извършвали доброволци от Гърмен, които нямали никакви археологически познания.
Храмът останал без покрив през зимата и мозайката се разбила. От нея се запазили малки части в четирите ъгъла на църквата, които са унищожени впоследствие, тъй като поклонниците си отчупвали камъчета за цяр.
Според потомците на Лина и Стоян Котовови, двамата намират иконата на св. Неделя, след като сънуват как светицата им показва къде да потърсят, за да изровят иконата.През следващите години Стоян Котоков инициира събирането на средства и възстановяването на храма. Новата сграда е по-малка от средновековния манастир и е построена благодарение на дарения и доброволен труд на много хора. .
В рапорт до Иларион Неврокопски от 1909 година пише:
В 1970 година Васил и Стефчо Дойнови от Гърмен се заемат с довършването на храма. В началото на XXI век параклисът е ремонтиран.
| „ | Накрай селото се намира манастирът „Св. Неделя“, който е открит през 1902 г. от Стоян Мариков Потоков. Храмовият празник на манастира е 7. VIII. Събират се селяни от околните села на поклонение. | “ |

Местните организират край манастира корбан против градушка всяка година в деня на Св. Дух. В нощта срещу храмовия празник много хора нощуват край църквата.